# Paronychia boissieri
Paronychia boissieri är en nejlikväxtart som beskrevs av Georges Rouy. Paronychia boissieri ingår i släktet prasselörter, och familjen nejlikväxter. Inga underarter finns listade i Catalogue of Life.